# Martin-Gallus-Kirche (Magdeburg)

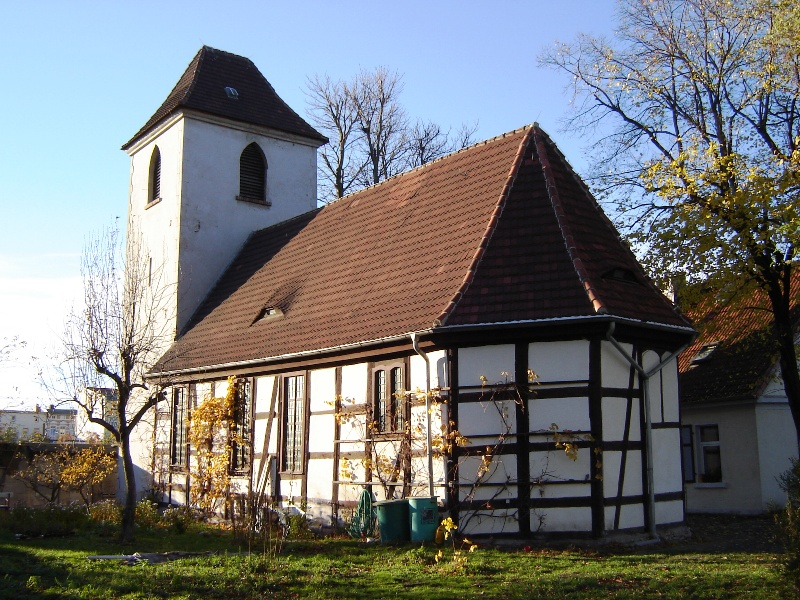
Martin-Gallus-Kirche, Südostansicht

Die Martin-Gallus-Kirche ist ein evangelisches Gotteshaus im Magdeburger Stadtteil Fermersleben.

## Namenspatron
Entgegen üblicher Gepflogenheit trägt die Martin-Gallus-Kirche nicht den Namen eines Apostels oder Heiligen. Im Jahr 1928 stellte der Gemeindekirchenrat von Fermersleben beim Evangelischen Konsistorium den Antrag, die Kirche nach dem Rektor der Kloster-Berge-Schule und ersten evangelischen Prediger in Fermersleben, Martin Hahn, latinisiert Gallus († 1581), benennen zu dürfen.

## Architektur und Geschichte

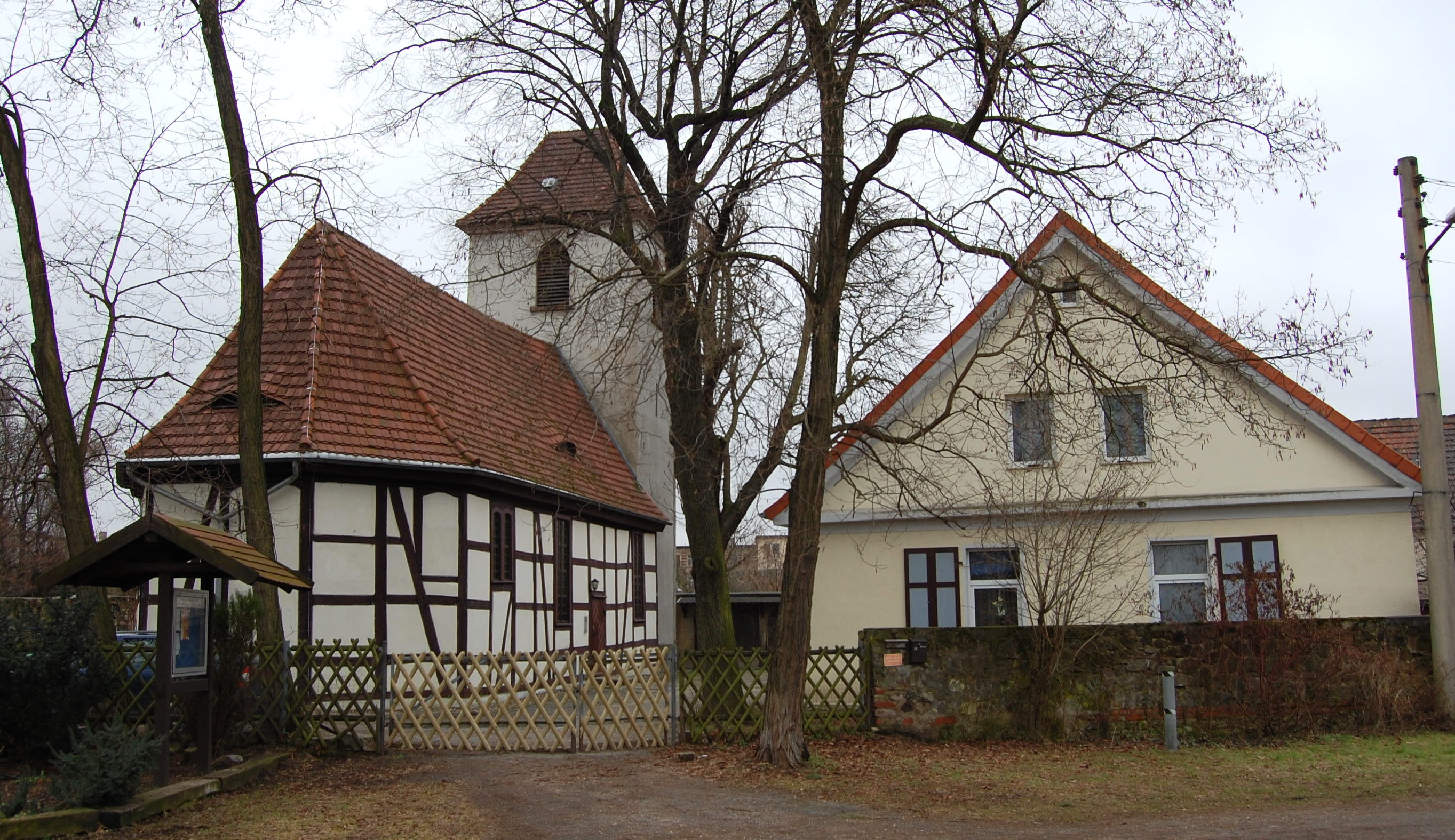
Nordostansicht

Auch in ihrem Erscheinungsbild hebt sich die Kirche von den anderen Magdeburger Kirchenbauten ab, denn ihr Kirchenschiff wurde in Fachwerkbauweise errichtet. Der querrechteckige aus Bruchsteinen gemauerte Westturm stammt noch von der Vorgängerkirche und geht wahrscheinlich auf das 12. Jahrhundert zurück. Er trägt ein Satteldach und ist an allen Seiten mit gotisch geformten Schallöffnungen versehen. Nach anderen Annahmen entstand die erste Kirche in Fermersleben erst zwischen 1380 und 1390. und war in Fachwerkbauweise ausgeführt. Die Kirche gehörte als Filialkirche zur Buckauer Gemeinde. Angaben zum Aussehen eines Vorgängerbaus liegen nicht vor. Man nimmt an, dass es sich um eine kleine Holzkirche handelte, die als Filialkirche eher den Charakter einer Kapelle hatte. Ein Patronatsname ist nicht überliefert. Als erster namentlich bekannter Pfarrer für Buckau und wohl auch Fermersleben ist (Alexander) Sander überliefert, der in einer Urkunde über den Ankauf eines Grundstücks eines jüdischen Friedhofs in Buckau am 10. Februar 1383 erwähnt wird.
Am 23. April 1543 wandten sich die Bauermeister und die Gemeinde von Fermersleben und Buckau an den Rat der Stadt Magdeburg mit der Bitte, dass sich Magdeburg beim auch weiterhin katholischen Abt des Klosters Berge dafür einsetzen solle, dass in den Dörfern die Reformation eingeführt werde. Eine Reaktion Magdeburgs hierauf ist nicht überliefert. Die Einführung der Reformation erfolgte jedoch zunächst nicht.
Wohl während des Schmalkaldischen Kriegs 1550/51 wurde das Kirchenschiff bei einem Brand zerstört. Da auch die Buckauer Kirche zerstört war, mussten die Fermersleber zum Gottesdienst bis zum Kloster Berge laufen. Seit 1561 war Peter Ulner Abt des Klosters Berge. Er beschloss, die zerstörten Kirchen nicht aufzubauen und die Einwohner dauerhaft zu Gemeindemitgliedern der Pfarrkirche des Klosters zu machen. Der in Halle (Saale) residierende Erzbischof Sigismund erteilte am 30. November 1563 hierzu seine Zustimmung und übertrug alle Rechte der Fermersleber Kirche auf die Kirche des Klosters Berge. Die Fermersleber klagten jedoch bereits während einer Kirchenvisitation im Jahr 1563 über die große Entfernung. Darüber hinaus wurde angegeben, dass die Bewohner von Fermersleben statt zum Kloster Berge zur Sankt-Ambrosius-Kirche in Sudenburg gingen. Wieso sie diesen noch weiteren Weg auf sich nahmen, ist unklar; möglicherweise gab es Vorbehalte gegen die Klosterkirche. Bereits 1570 wurde das Kirchenschiff der Fermersleber Kirche von den Fermerslebern jedoch neu aufgebaut. Der Turm war erhalten geblieben. Eine andere Quelle datiert den Turm erst auf das Jahr 1716, wobei sie sich möglicherweise lediglich auf eine in der Vergangenheit auf dem Turm befindliche Wetterfahne bezieht, die die Jahreszahl 1716 trug.
Seit 1563 war Martin Gallus seelsorgerisch für Buckau und Fermersleben zuständig. Ulner führte 1565 im Kloster Berge die Reformation ein. Gallus wurde der erste evangelische Prediger Fermerslebens. Die erste evangelische Predigt in Fermersleben wurde am 9. September 1565 gehalten. Nach dem seit 1570 wieder Gottesdienste in der wiedererrichteten Kirche stattfanden, wurde er zum Gottesdienst jeweils mit Pferd und Wagen vom Kloster Berge abgeholt und danach zurückgebracht. 1573 ergab sich eine Auseinandersetzung über die Ausstattung der Pfarrei. Der Möllenvoigt Georg Klehe forderte für die Fermersleber Kirche vom Kloster Berge die Übertragung einiger Hufen Acker, die bereits von Fermerslebenern bewirtschaftet wurden. Abt Ullner lehnte dies ab und legte dar, dass die fraglichen Äcker zur Buckauer Kirche gehörten. Er wandte sich an den Administrator Joachim Friedrich mit der Bitte um Schutz der Interessen des Klosters und der Nichtabtrennung der Fermersleber Kirche vom Kloster Berge. Tatsächlich blieb der Acker und zunächst auch die Kirche bei Buckau. Noch viel später im Jahr 1669 wird die Größe des Buckauer Kirchenackers in der Gemarkung Fermersleben mit 4,5 Hufen angegeben. Gallus blieb bis 1578 Pfarrer für Fermersleben. Ihm folgte Heinrich Homel (Homelius) nach, dem in Nachfolge nach Gallus das Rektorenamt und damit auch die Zuständigkeit für Fermersleben übertragen worden war. Im Jahr 1582 wurde für Fermersleben und Buckau auch ein Küster namens Cubir eingestellt, der auch als Lehrer tätig war. Cubir wandte sich am 20. Januar 1592 an den Abt des Klosters und beklagte, dass ein Bauer Liebert Bruning die Gemeinde gegen ihn aufwiegele und die Wahl eines anderen Küsters fordere. Cubir bat, zumindest Küster in Fermersleben bleiben zu dürfen. Am 18. Oktober 1587 wurde dem Pfarrer der Westerhüsener Kirche, Johannes Starcke, Fermersleben als Filialkirche zugeteilt. Obwohl dies eigentlich auf Lebenszeit erfolgt war, wurde bereits 1592 Thomas Erxleben Nachfolger des weiterhin in Westerhüsen tätigen Starkes. Erxleben ließ in Buckau ein neues Pfarrhaus bauen, wofür Fermersleber Bauern Spanndienste leisteten. Am 27. März 1611 führte die Gemeinde Fermersleben gegenüber dem Abt Beschwerde darüber, dass Erxleben nach einem Ausbruch der Pest seine Gemeinde im Stich ließ und sich in das Kloster flüchtete. Er habe nur hin und wieder einen Vertreter geschickt. Die Gemeinde forderte den Abt auf, zu veranlassen, dass Erxleben sein Amt wieder aufnimmt. Tatsächlich endete Erxlebens Amtszeit noch im Jahr 1611.
Während des Dreißigjährigen Kriegs, vermutlich 1631, wurde die Kirche erneut zerstört. Die Fermersleber besuchten den Gottesdienst der Salbker Kirche. Auf Betreiben des Salbker Pfarrers Andreas Dodeling wurde Fermersleben als Filial Salbke zugeordnet. Dodeling hatte den Abt des Klosters darum gebeten. Nach dem Tod Dodelings im Jahr 1655 bemühte sich sowohl sein Nachfolger Sommer, als auch der Prediger des Klosters, Johann Zimmermann um die Fermersleber. Der Administrator stellte diese Entscheidung in das Ermessen der Fermersleber, die sich dafür entschieden, wieder Filial Buckaus zu werden. Ab diesem Zeitpunkt waren die Klosterprediger des Klosters Berge jeweils auch für Fermersleben und Buckau zuständig.
Nachdem Pfarrer Zimmermann 1657 an die Magdeburger Heiliggeistkirche gegangen war, wurde Henning Dankwart sein Nachfolger. Auf ihn gehen die ältesten noch erhaltenen Kirchenregister für Fermersleben und Buckau zurück.

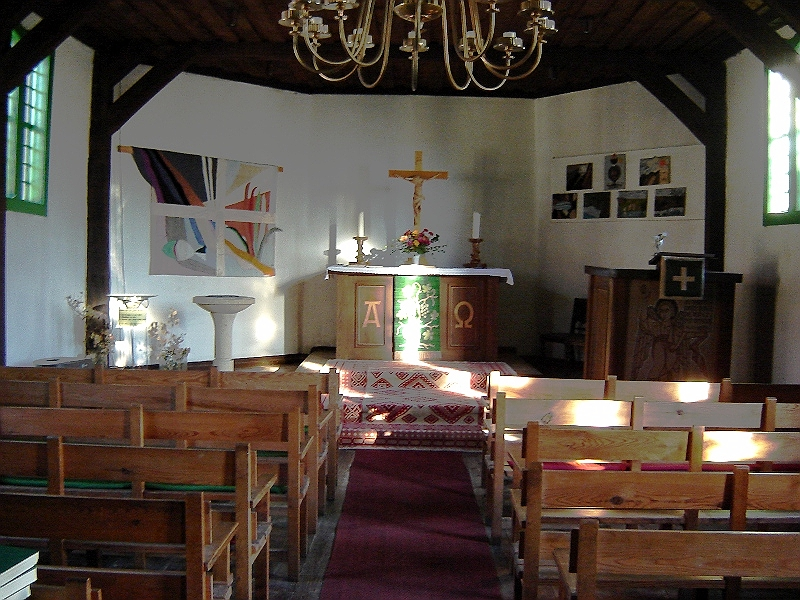
Innenraum nach Osten

Der heutige barocke Saalbau stammt nach der Inschrift über dem nördlichen Portal aus dem Jahre 1657. Das Innere des Kirchenschiffs wird von einer flachen Decke überspannt. Der Kanzelaltar entstand 1697. Die Fenster sind zum Teil als kleine Segmentbogenfenster noch im Stil der Spätrenaissance ausgeführt. Die größeren rechteckigen Fenster sind etwas jüngeren Datums.
Der im Osten angefügte Altarraum ist dreiseitig ausgeführt. Das Dach des Kirchenschiffs, bis in die 1980er Jahre noch mit Holzschindeln gedeckt, ist heute ein spitzgiebliges Ziegeldach.
Mehrere für Fermersleben zuständige Pfarrer waren auch als Conventuale und somit wohl als Lehrer am Kloster Berge tätig. Dies gilt für den aus Dinkelsbühl stammenden Johannes Freymüller († 1584), den aus Eikendorf stammenden Thomas Erxleben, den Magdeburger Georg Müller, den aus Hillersleben stammenden Johannes Orling († 1625), die aus Magdeburg stammenden Henning Dankwart († 1664) und Johannes Sivert († 1680) und den aus Genthin stammenden Johannes Hahn († 1708).
Pfarrer Dankwart starb 1664. Sein Nachfolger wurde Christoph Koch, der jedoch bereits 1668 eine Stelle als Prediger an der Magdeburger Sankt-Jakobi-Kirche übernahm. Am 5. Sonntag nach Trinitatis hielt der Prokurator des Klosters Berge, Johann Sivert, eine Probepredigt in Fermersleben. Er wurde dann vom Abt am 24. Juni 1668 bestellt. Im Jahr 1670 erhielt Fermersleben wieder einen Kantor. Pfarrer Sivert blieb bis 1680 im Amt. Der Abt bestimmte als Nachfolger den Prokurator und Senior des Konvents, Kilian Pötzlinger. Die Bestellung für Buckau erfolgte am 25. April 1680. Am 15. Mai 1680 wurde er der Gemeinde Fermersleben vorgestellt. Er hielt eine Probepredigt in der Wohnung des Bauermeisters. Der Gemeinde Fermersleben wurde Gelegenheit gegeben, Einwendungen vorzubringen. Die Fermersleber sahen sich nicht in der Lage, den Pfarrer jeden Sonntag vom Kloster Berge abzuholen. Darüber hinaus forderten sie eine regelmäßige Gottesdienstzeit und Besuche auch in der Zeit einer Pest. Die Bestellung für Fermersleben erfolgte am 30. Juni 1680.
Bei einem Ausbruch der Pest 1682 starben der Küster und der Kantor. Wegen der drohenden Ansteckung durfte der Pastor, trotz der 1680 getroffenen Vereinbarung, nicht aus Buckau nach Fermersleben kommen. Mit Pfarrer Pötzlinger ergaben sich dann jedoch Probleme. Die Einwohner von Fermersleben beklagten sich darüber, dass sich Pötzlinger auf der Kanzel sonderbar benehme und dann gar nicht mehr zum Gottesdienst erschienen sei. Pötzlinger weigerte sich, in Fermersleben zu predigen und kirchliche Handlungen vorzunehmen. Es erfolgte eine Untersuchung, die zum Ergebnis kam, das Pötzlinger nicht nur körperlich gebrechlich, sondern auch geistesschwach sei. In einem Schreiben vom 27. Juni 1684 an den Abt des Klosters Berge bestritt Pötzlinger eine Geistesschwäche, gab aber an, in hohem Maße leibesschwach zu sein. Er kritisierte den Möllenvoigt, der die Gemeinde gegen ihn aufhetze. Am 11. September 1684 wurde ihm Johann Hahn als Substitut zur Seite gestellt. In einem Erlass des Kurfürsten Friedrich Wilhelm an den Magdeburger Möllenvoigt wurde dies damit begründet, dass Pötzlinger „im Haupte nicht wohl verwahret sei und deshalb der Kur eines Medici unterstellt werden sollte.“ Hahn wurde noch im gleichen Jahr dann auch der Amtsnachfolger Pötzlingers. Hahn, zuvor Conventual am Kloster Berge, hielt seine Probepredigt am 31. August 1684 und wurde dann am 22. September 1684 durch die kurfürstliche Regierung bestätigt. Er blieb bis zu seinem Tode am 24. August 1708 im Amt. Die Beisetzung erfolgte am 24. August, die Leichenpredigt wurde erst später, am 2. September 1708 gehalten.
Sein Nachfolger wurde am 13. November 1708 der aus Magdeburg stammende und zuvor an der Diesdorfer Kirche tätige Geistliche Johann Friedrich Schütte. Er war zuvor auch Conventuale am Kloster Berge.
1716 wurde die Kirche einer umfangreichen Erneuerung unterzogen. Pfarrer Schütte verstarb, erst 36-jährig, am 19. Februar 1717 an der Schwindsucht. Der Abt Johann Justus Breithaupt trennte daraufhin die Kirchengemeinden Buckau und Fermersleben vom Kloster Berge. Neuer Pfarrer, jetzt nur für die Gemeinden in Buckau und Fermersleben wurde Johann Simon Pappe. Ihm folgte 1733 Johann Andreas Eilers. Die Fermersleber Gemeinde wandte sich jedoch gegen die Einsetzung Eilers. Er sei zu schwächlich und habe eine erbärmliche körperliche Konstitution, die es ihm nicht ermögliche, von Buckau nach Fermersleben zu kommen oder zu reiten. Man war nicht bereit jeweils zwei Pferde nach Buckau zu schicken. Der Abt entschied am 25. Oktober 1733 jedoch gegen Fermersleben. Seine Probepredigt hielt Eilers am 30. September 1733 sowohl in Buckau als auch in Fermersleben, die endgültige Bestellung erfolgte am 21. Oktober 1733.
Die Magdeburgische Kirchenordnung erlangte 1739 Gültigkeit. 1766 verstarb Eilers. Auf ihn folgte Pastor Johann Christian Jasper, der jedoch 1772, im Alter von lediglich 44 Jahren an einer Brustkrankheit starb. Sein Nachfolger wurde von 1772 bis 1826 Johann Balthasar Werner.
Nach der französischen Besetzung im Jahr 1806 diente die Kirche zeitweise als Pferdestall für in Fermersleben befindliche französische Truppen.
1824 kam Johann Friedrich Kegel zunächst als Adjunkt an die Kirchen von Buckau und Fermersleben, bis er im Jahr 1826 die Nachfolge von Pastor Werner antrat. Am 23. September 1828 verunglückte Pastor Kegel. Auf dem Weg von Buckau zum Kirchdienst nach Fermersleben gingen die Pferde durch, wobei der Wagen umstürzte. Er brach sich den rechten Arm und quetschte sich ein Knie. Bis zum 3. Juli 1829 konnte er sein Amt nicht ausüben. Die Vertretung wurde durch Kollegen aus Salbke, Westerhüsen, Beyendorf und Dodendorf gewährleistet. Anlässlich des Vorfalls bemühten sich der Superintendent und der Landrat bei der Gemeinde Fermersleben, dass für die Fahrten des Pastors von Buckau nach Fermersleben eine Entschädigung gezahlt würde. Fermersleben bot eine Zahlung von 12 Talern jährlich, die jedoch von Pastor Kegel abgelehnt wurde. Für die 1833 neu angeschaffte Orgel wurde die Kirchendecke erhöht. Pastor Kegel wurde auf seine Bitte hin 1837 in den Ruhestand versetzt. Auf ihn folgte, zunächst als Adjunkt, Friedrich Karl Albert Friese. Friese war zuvor Collaborator am Gymnasium in Quedlinburg. Er wurde am 11. Dezember 1837 geprüft und am 13. Dezember vereidigt. Seine ersten Amtshandlungen waren zwei Einsegnungen und die Taufe einer Tochter des Kantors Raßbach am 15. Dezember 1837 in Fermersleben. Seine erste Predigt in Fermersleben hielt er am 24. Dezember über Psalm 102, 14 bis 28. Friese blieb zunächst Adjunkt und wurde dann nach dem Tode Kegels im Jahr 1840 Pfarrer.
In den Jahren von 1849 bis 1851 ereigneten sich mehrere Einbrüche. Bei einem Einbruch in der Nacht vom 21. zum 22. September 1850 wurde das Kruzifix und mehrere Altardecken mit Silberfransen gestohlen. Im Jahr 1851 wurden aus dem Gotteskasten etwa 3 bis 4 Taler entwendet. 1850 wurde eine Kirchenvisitation durchgeführt. Mit der Einführung einer neuen Kirchenordnung im Jahr 1861 wurde auch ein Gemeindekirchenrat gebildet. Im Alter von 66 Jahren verstarb 1871 Pfarrer Friese. Ihm folgte der Superintendent Herm. Joh. Wilhelm Rogge, ein Schwager des Kriegsministers Albrecht von Roon, nach.
1874 endete in Fermersleben, wie auch in den anderen Teilen des Landes, die Zuständigkeit der Kirchengemeinde für staatliche Beurkundungen und Eheschließungen. Im Jahr 1886, die Einwohnerzahl in Buckau und Fermersleben war deutlich gestiegen, erhielt Fermersleben einen Hilfsprediger, der auch im Ort wohnte. 1899 kaufte die Kirchengemeinde das Grundstück Schönebecker Straße 7a, das heutige Grundstück Alt Fermersleben 71 an.

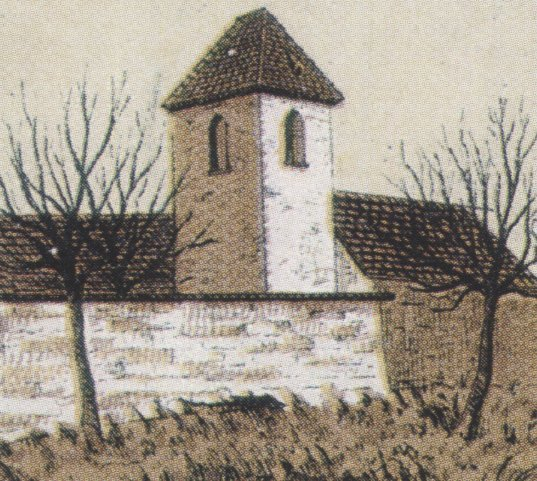
Fermersleber Kirche auf einer Postkarte von 1903

1903 wurde Fermersleben eine eigenständige Pfarrgemeinde. Pfarrer wurde der Theologe, Philosoph und Schriftsteller Otto Siebert, der bereits seit 1897 als Hilfsprediger in Fermersleben tätig war. Siebert blieb bis 1946 der Fermersleber Pfarrer. 1906 gründete man eine Frauenhilfe als Unterstützung für Kranken- und Armenpflege. Die Zuständigkeit für die Schulausbildung der Kinder und der Einstellung von Lehrern wurde im Jahr 1909 von der Kirche auf die politische Gemeinde übertragen. Die tatsächliche Trennung von Lehramt sowie Kantorat und Küsterei erfolgte dann jedoch erst 1916. Dabei wurde das Kantoratsgrundstück Mansfelder Straße 6 der Kirchengemeinde zugeordnet.
1915 wurde die beschädigte Kirchturmuhr ausgebaut. Am 13. Mai 1928 erhielt die Kirchengemeinde den Namen Martin Gallus. Ein neuer Gemeinderaum in der Mansfelder Straße 6 wurde am 11. November 1930 eingeweiht.
Im Jahr 1933 wurde vor der Kirche eine Hitlereiche gepflanzt. Innerhalb der Kirche hing man je ein Bild von Adolf Hitler und Paul von Hindenburg auf und weihte sie. 1937 stellte die Kirchengemeinde der mit dem Aufbau der Siedlung Fermersleben befassten Baugenossenschaft für Kleinwohnungen Ackerflächen zur Bebauung zur Verfügung. Der Beginn des Zweiten Weltkriegs stellte auch für die Gallus-Gemeinde einen Einschnitt dar. Ein kleineres Problem hierbei war noch das Erfordernis der Verdunkelung der Kirchenfenster auch bei kirchlichen Festen wie dem Weihnachtsgottesdienst. Als im Zweiten Weltkrieg auf dem nahen Rangierbahnhof am 14. April 1945 Munitions- und Benzinwaggons explodierten, wurde die Kirche durch die Druckwellen erheblich beschädigt. Vom Dach wurden Ziegel heruntergerissen, Fenster eingedrückt, und im Inneren trugen die Decke und die Orgel Schäden davon.
Zunächst war die Kirche nicht mehr benutzbar. Die Instandsetzungsarbeiten erfolgten in den Jahren 1949 und 1950. Hierbei wurden ursprünglich vorhandene seitliche Emporen sowie die hölzerne Abtrennung des Chorraumes, die nur zwei Durchlässe hatte, entfernt. Emporen und Abtrennung waren durch die Kriegsschäden besonders in Mitleidenschaft gezogen worden. Die Raumwirkung des Kircheninneren wurde dadurch letztlich verbessert. Ab 1950 fanden wieder Gottesdienste statt. 1946 wurde der Religionsunterricht an der Schule eingestellt, worauf die Kirche die Christenlehre aufbaute. Durch den bereits in der ersten Hälfte des 20. Jahrhunderts erfolgten Bau der Siedlung Hopfengarten im westlichen Teil der Gemarkung Fermersleben, machte sich eine Neuordnung des Gebiets der Kirchengemeinde erforderlich. 1947 beschloss die Kirchengemeinde Fermersleben alle Gebiete westlich der Eisenbahnstrecke Magdeburg-Leipzig der im Hopfengarten entstandenen Christusgemeinde anzugliedern.
Am 30. Juni 1957 feierte die Kirchengemeinde das 300-jährige Bestehen der Kirche. In den Jahren 1957/1958 kam es zu mehreren Einbrüchen sowohl im Gemeinderaum als auch im Pfarrhaus Alt Fermersleben 71. Wie in der gesamten Kirche war auch die Gemeinde Fermersleben in dieser Zeit von einer hohen Zahl von Kirchenaustritten betroffen. Auch die Zahl kirchlicher Amtshandlungen und die Teilnahme am Kindergottesdienst ging zurück. Überliefert ist die Tatsache eines Gesprächs zwischen der Martin-Gallus-Gemeinde und dem Rat der Stadt am 22. Mai 1964, zu dem die Stadt eingeladen hatte. Es wird angenommen, dass die Behörden der DDR dabei die politische Zuverlässigkeit der Kirchengemeinde überprüfen wollten.
Die in Buckau ansässige katholische Kirchengemeinde St. Norbert schlug 1974 die Bildung eines gemeinsamen Kontaktausschusses vor. Der Gemeindekirchenrat nahm den Vorschlag an, so dass sich in der Folgezeit eine ökumenische Zusammenarbeit ergab.
1976 wurde jedoch die Fermersleber Pfarrstelle vakant. Unter Kostengesichtspunkten unterblieb eine Neubesetzung. Als 1983 Konsistorialrat Bischoff in das Pfarrhaus Alt Fermersleben 71 einzog, stimmte er der Bedingung zu, die geistliche Betreuung zu übernehmen und einmal im Monat einen Gottesdienst zu halten. Von den Frauen der Kirchengemeinde wurden 1985 Ausstattungsstücke für das Kircheninnere hergestellt. So entstand ein Wandbehänge mit den Motiven Ostersonne und Schöpfungszyklus, Behänge für die Kanzel und ein Altartipendium mit Dornenkrone. Für die Darstellungen der sieben Schöpfungstage wird als Fertigungszeitraum auch die Zeit 1994/1995 angegeben. 1986 kam ein von der Magdeburger Pfarrerin Gabriele Herbst gefertigter Wandbehang hinzu, dessen Motiv sich mit der damals stark verschmutzten Elbe befasst, die östlich der Kirche verläuft.
Eine weitere Sanierung der Kirche erfolgte 1990.
Im Mai 1995 wurde ein seit November 1993 vorbereiteter Gemeindeverbund mit der Sankt-Stephanus-Gemeinde Westerhüsen, der Sankt-Gertraud-Gemeinde Salbke und der Sankt-Gertrauden-Gemeinde Buckau geschlossen. Die Verwaltung des neuen Pfarrsprengels wurde in Buckau eingerichtet. Pfarrer für alle vier Gemeinden wurde der bis dahin in Salbke tätige Pfarrer Wolter. Ab 1996 begannen jedoch bereits Überlegungen aus den vier Gemeinden ein Kirchspiel zu bilden, welches dann am 1. Januar 1999 gegründet wurde.
1997/98 startete mit einer Partnerschaftsfahrt ein Hilfsprojekt für das rumänische Rasboieni.
Die in der Mansfelder Straße 6 wohnende Familie Schulze verputzte 1998 die Kirchenfassade neu und nahm Ausbesserungen vor.
Am 3. März 2002 wurde Pfarrer Wolter an eine andere Pfarrstelle verabschiedet. Auch die Familie Bischoff verzog. Im August 2003 wurde Matthias Simon als Gemeindepädagoge mit pfarramtlichen Aufgaben im Kirchspiel tätig. Erstmals im Sommer 2004 wurde ein Elbgottesdienst gefeiert, der in den folgenden Jahren auch mit Taufen verbunden wurde. Am 30. Juni und 1. Juli 2007 feierte man das 350-jährige Kirchenjubiläum.
2014 konnte das Kirchspiel die grundhafte Sanierung von Kirche und Kirchturm in Angriff nehmen. 2015 wurde mit der Sanierung des Turmes der 1. Bauabschnitt abgeschlossen. Seitdem können wieder die Kirchenglocken läuten, die wegen Statikproblemen 4 Jahre lang still sein mussten.
Die Mitgliederzahl der vier Gemeinden entwickelte sich von 1.047 Menschen im Jahr 2003, über 1.274 2008 zu 1.254 Personen 2010. Dies entspricht einem Anteil an der Bevölkerung der vier Stadtteile von etwa 8,3 %.

## Friedhof und Grabsteine

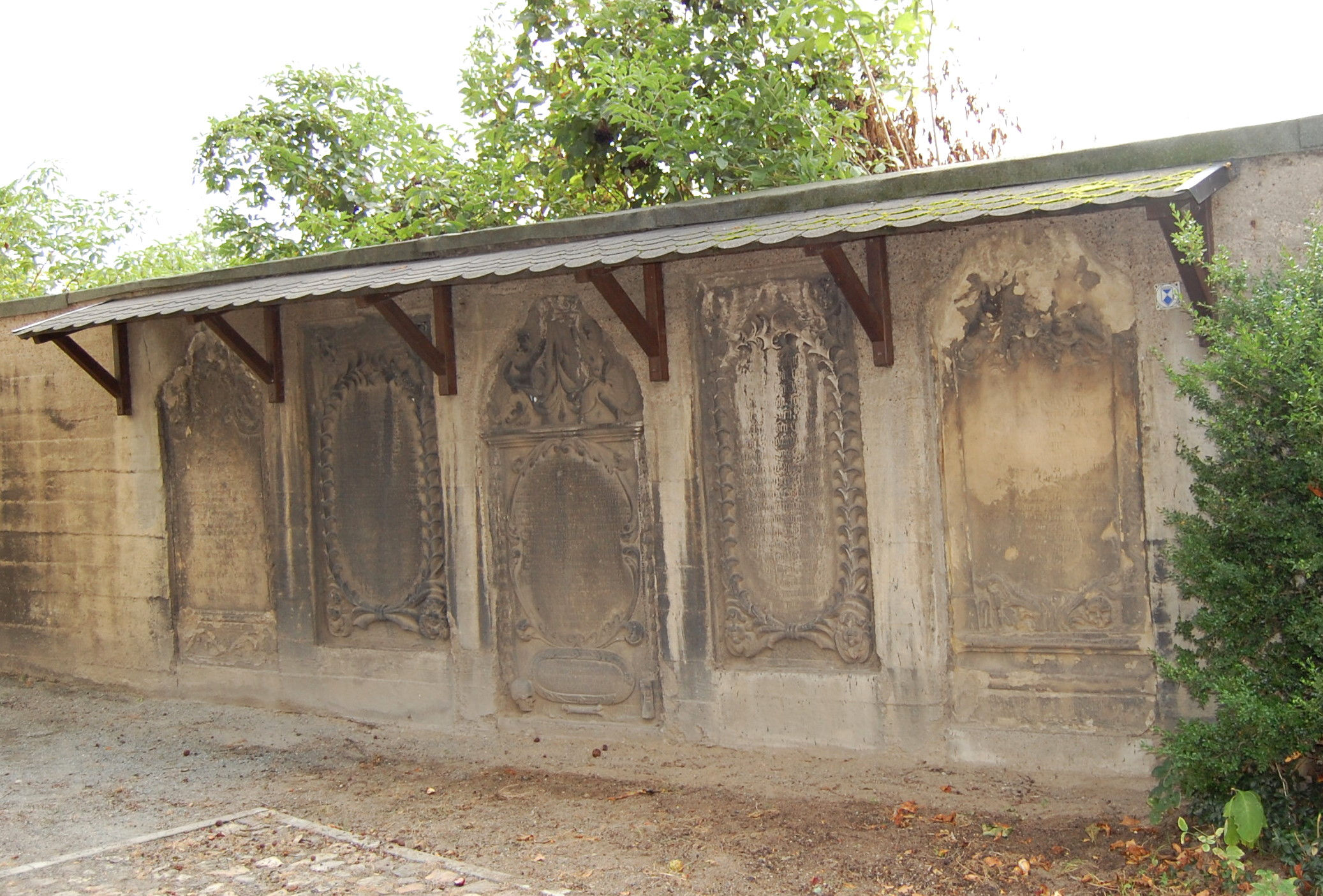
Einige der historischen Grabsteine

Der Friedhof Fermerslebens befand sich ursprünglich im Umfeld der Kirche. Überliefert ist, dass am 6. April 1684 Berthold Pritzel beigesetzt wurde. Er hatte das für die Zeit ungewöhnlich hohe Alter von 99 Jahren und 6 Monaten erreicht. 1828 wurde der um die Kirche liegende Friedhof entwidmet und geschlossen. Das Gelände sollte als Garten für den Kantor, des neben der Kirche neu entstandenen Schulhauses dienen. Mehrere kulturhistorisch wertvolle Grabsteine aus dem 17. und 18. Jahrhundert sind heute in die Grundstücksmauer eingelassen. Insgesamt sind 21 historische Grabsteine erhalten. Davon gehören zwölf Grabsteine zu der in Fermersleben ursprünglich einflussreichen Familie Förster und acht Steine zur Familie Mahrenholz. Häufig sind die Steine mit langen Texten beschriftet. Zum Teil verfügen sie über eine schlichte Umrahmung und zeigen Kronen tragende Putten in ihrem Aufsatz. Bemerkenswert ist dabei insbesondere ein Grabstein der Familie Mahrenholz, der das Ehepaar Margaretha, gestorben 1702 und Matthias Mahrenholz, gestorben 1690 in einem Relief in der für die Zeit um 1700 typischen Bördetracht darstellt. Die Ehefrau hält vor sich eine Schriftplatte und in der linken Hand eine Rose. Die Hände des Mannes sind gefaltet. Es ist davon auszugehen, dass die Abbildung den Verstorbenen tatsächlich ähnlich sah.
Ein weiterer Grabstein der Familie des Ackermanns und Freisassen Eustachius Mahrenholz und seiner Ehefrau Annen Dorotheen Bodin führt sechs zwischen 1738 und 1758 noch im Säuglings- bzw. Kleinkindalter verstorbene Kinder der Familie auf. Ein anderer Grabstein wurde für Matthias Mahrenholz (1639–1699) und seine Frau Margaretha Mahrenholtz (1640–1702) aufgestellt.
Als Ersatz für den Friedhof wurde am Elbweg ein neuer Friedhof angelegt. Ein weiterer Friedhof bestand zeitweise am Schwarzen Weg hinter der Blumenstraße auf dem heutigen Industriegelände. Bis 1931 war der Friedhof an der Nordwestseite der Kreuzung Alt Fermersleben/Friedrich-List-Straße in Benutzung, auf dem dann 1934 von der Kirchengemeinde das Kriegerdenkmal Fermersleben errichtet wurde. Noch heute befindet sich an der Stelle des Friedhofs eine öffentliche Grünanlage. Ebenfalls auf Fermersleber Gemarkung befindet sich der nördlich gelegene Friedhof Buckau.
Im Jahr 1998 wurde die Restaurierung der Epitaphien in Auftrag gegeben.

## Orgel
Die erste Orgel erwarb die Kirchengemeinde 1783 für 112 Taler, 18 Groschen und 3 Pfennige. Überliefert ist, dass für das Bedienen der Bälge ein Jahresentgelt von 2 Talern gezahlt wurde. Während der französischen Besetzung 1813 wurde die Orgel zerstört. Am 14. Juli 1833 wurde eine neue vom Halberstädter Orgelbauer Voigt hergestellte Orgel eingeweiht. Die Kosten für die Orgel betrugen 385 Taler. Hinzu kamen Kosten für Umbauten. So musste die Kirchendecke erhöht werden, wofür Kosten in Höhe von 59 Talern, 14 Silbergroschen und 8 Pfennigen entstanden. Die Kirche trug hiervon 100 Taler, den restlichen Betrag zahlte die Gemeinde. Das im Zweiten Weltkrieg beschädigte Instrument wurde 1965 durch einen Neubau der Firma Lothar Heinze, Stadtilm, ersetzt. Die Kosten hierfür beliefen sich, ohne Transport und Montage, auf 15.669 DM. Die Kirchengemeinde beantragte beim Konsistorium einen Zuschuss von 1.600 DM der jedoch letztlich nach drei Jahren abgelehnt wurde. Diese neue Orgel verfügt über ein Manual und mechanische Traktur.

## Glocken
Bis zum Ausbruch des Ersten Weltkriegs besaß die Fermerslebener Kirche drei 1830 bzw. 1875 gegossene Bronzeglocken. Sie wurden für Kriegszwecke eingeschmolzen. Die erste kleine Glocke wurde bereits 1914 abgeliefert. Erst 1927 wurden die fehlenden Glocken durch zwei Stahlgussglocken ersetzt, die zu Ostern geweiht wurden. Das Geläut bestand nun aus drei Glocken. Nach dem Zweiten Weltkrieg wurde das Geläut wiederum vervollständigt. Der Mühlenbesitzer Böckelmann der Fermersleber Mühle holte am 1. Dezember 1958 aus Apolda eine dort gegossenen Stahlgussglocke ab. Die Glockenweihe erfolgte am 28. Dezember 1958. Die Kirche verfügte wieder über drei Glocken.

## Pfarrer
Für die Fermersleber Kirche sind die nachfolgend aufgeführten Pfarrer überliefert. Die Geistlichen nahmen dabei üblicherweise zugleich auch die Aufgaben in Buckau und dem Kloster Berge war.
- 1338, (Alexander) Sander
- 1563 bis 1578, Martin Gallus, 1565 erfolgte die Einführung der Reformation.
- 1578 bis 1587, Henricus Homilius
- 1587 bis 1592, Johannes Starcke, war als Pfarrer in Westerhüsen tätig und übernahm zeitweise die Aufgaben in Fermersleben und Buckau
- 1592 bis 1611, Thomas Erxleben, in der Zeit der Pest war für ihn der Substitut Michael Weidner tätig
- 1612 bis etwa 1620, Johann Orlingius
- 1620 bis 1636, Georg Müller, als Name findet sich auch die Bezeichnung Freimüller
- 1636 bis 1655, Andreas Dodeling
- 1656 bis 1657, Johann Zimmermann
- 1657 bis 1664, Henning Dankwart, es findet sich auch die Schreibweise Hennig Dankwort, († 1664)
- 1664 bis 1668, Christoph Koch, wurde dann Prediger an der Sankt-Jakobi-Kirche in Magdeburg
- 1668 bis 1680, Johann Sievert, auch Johann Sivert
- 1680 bis 1684, Georg Elias Poezlinger
- 1684 bis 1708, Johann Hahn († 24. August 1708)
- 1708 bis 1717, Friedrich Schütte

Ab 1717 hatten die Prediger nicht mehr die Predigerstellung am Kloster Berge inne, so dass ihre Zuständigkeit nur noch Fermersleben und Buckau betraf.
- 1717 bis 1733, Johann Simon Pappe († 7. Februar 1743), später Prediger am Kloster Berge
- 1733 bis 1766, Johann Andreas Eilers († 15. September 1766), beigesetzt auf dem Kirchhof von Buckau
- 1766 bis 1772, Johann Christoph Jasper († 16. März 1772), beigesetzt auf dem Kirchhof von Buckau
- 1772 bis 1826, Johann Balthasar Werner († 1826)
- 1826 bis 1840, Johann Friedrich Kegel († 1840)
- 1840 bis 1871, Friedrich Carl Albert Friese (* 1804 in Magdeburg; † 6. Januar 1871 in Buckau)
- 1871 bis 1884, Herm. Joh. Wilhelm Rogge, Superintendent, (* 15. März 1817 in Mainz)
- 1884 bis 1904[42], Eduard Medem, Oberpfarrer, (* 1. März 1843 in Marienwerder)

Ab 1903 war Fermersleben eigenständige Pfarrgemeinde.
- 1903 bis 1946, Otto Siebert
- bis 1976, ?

Ab 1976 war die Pfarrstelle vakant.
- Ab 1983 übernahm Konsistorialrat Bischoff die seelsorgerische Betreuung.

Ab 1995 gehörte Fermersleben mit Buckau, Salbke und Westerhüsen zu einem Gemeindeverbund. Der Pfarrer war für alle vier Gemeinden zuständig. Seit 1999 besteht ein gemeinsames Kirchspiel.
- 1995 bis 2002, Thomas Wolter, zuvor Pfarrer in Salbke
- 2003 bis 2014,  Matthias Simon, anschließend Pfarrer an der Sankt-Marien-Kirche in Haldensleben
- 2014 bis 2020, Gesine Rabenstein[43]
- 2020 bis 2021, Giselher Quast (Vakanzvertretung)
- seit 2021, Thoralf Thiele[44]